# Greenwood (Luizjana)
Greenwood – miasto w Stanach Zjednoczonych, w stanie Luizjana, w parafii Caddo.